# Patellapis albolineola
Patellapis albolineola är en biart som först beskrevs av Meade-waldo 1916.  Patellapis albolineola ingår i släktet Patellapis och familjen vägbin. Inga underarter finns listade i Catalogue of Life.